# Larissa Bonfante
Larissa Bonfante (Nápoles, 27 de marzo de 1931-23 de agosto de 2019) fue una etruscóloga, clasicista y profesora de la Universidad de Nueva York italiana nacionalizada estadounidense.
Hija del profesor Giuliano Bonfante, estudió bellas artes y cultura clásica en el Barnard College de Nueva York, y posteriormente un máster en cultura clásica en la universidad de Cincinnati y un doctorado en historia del arte y arqueología en la universidad de Columbia.
En 2007 se la condecoró con la Medalla de Oro del Instituto Arqueológico de América.

## Obras

### Principales publicaciones
- 1969, con Rolf Winkes. Bibliography of the works of Margarete Bieber for her 90th birthday, 31 de julio de 1969. Columbia University, New York.
- 1970. "Roman Triumphs and Etruscan Kings: The Changing Face of the Triumph." Journal of Roman Studies 60:49-66.
- 1975. Etruscan dress. Baltimore : Johns Hopkins University Press. Reviews: American Journal of Archaeology 81.2:253-254
- 1979. The Plays of Hrotswitha of Gandersheim. translator, con Alexandra Bonfante-Warren.
- 1981. Out of Etruria : Etruscan influence north and south. Oxford: BAR.
- (con Giuliano Bonfante) The Etruscan language: an introduction, 1983
- 1986. ed. Etruscan life and afterlife: a handbook of Etruscan studies. Wayne State University Press.
- 1989. "Nudity as a Costume in Classical Art." American Journal of Archaeology 93.4:543-70.
- 1990. Reading The Past Etruscan. Berkeley: University of California Press.
- 1997 Corpus Speculorum Etruscorum USA / 3, New York, the Metropolitan Museum of Art. Ames, Iowa: Iowa State University Press.
- 2001. Italy and Cyprus in antiquity, 1500-450 BC : proceedings of an international symposium held at the Italian Academy for Advanced Studies in America at Columbia University, 16 a 18 de noviembre de 2000. Nicosia: Costakis and Leto Severis Foundation.
- 2006. (con Judith Swaddling) Etruscan myths. University of Texas Press.
- 2006. (con Blair Fowlkes). Classical antiquities at New York University. Rome: "L'Erma" di Bretschneider.
- 2011. The barbarians of ancient Europe: realities and interactions. Cambridge University Press.
- 2013. The Plays of Hrotswitha of Gandersheim. Ed. bilingüe.
- 2016. The Collection of Antiquities of the American Academy in Rome.  University of Michigan Press.  ISBN 978-0-472-11989-9